# Cambremer
Cambremer es una comuna nueva francesa situada en el departamento de Calvados, de la región de Normandía.

## Geografía
Está ubicada en el corazón de la región natural País de Auge, entre Lisieux y Caen.

## Historia
En 1972 absorbe las comunas de Grandouet, Saint-Aubin-sur-Algot y Saint-Pair-du-Mont.
Fue creada como comuna nueva el 1 de enero de 2019, en aplicación de una resolución del prefecto de Calvados de 24 de septiembre de 2018 con la unión de las comunas de Cambremer y Saint-Laurent-du-Mont, pasando a estar el ayuntamiento en la antigua comuna de Cambremer.

## Demografía
Según los datos aportados en la resolución del prefecto de Calvados, la comuna se crea con 1386 habitantes.

## Composición
| Comuna fusionada      | Código INSEE | Población   | Superficie (km²) | Densidad (hab./km²) |
| --------------------- | ------------ | ----------- | ---------------- | ------------------- |
| Cambremer             | 14126        | 1166 (2015) | 23.57            | 49                  |
| Saint-Laurent-du-Mont | 14604        | 189 (2016)  | 3.49             | 54                  |